# Stigmella azaroli
Stigmella azaroli là một loài bướm đêm thuộc họ Nepticulidae. Loài này có ở Hy Lạp và on Cộng hòa Síp.
Ấu trùng ăn Crataegus azarolus. Chúng ăn lá nơi chúng làm tổ. 